# Ian McKellen

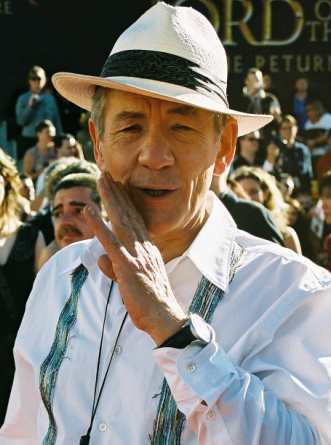
Ian McKellen (2003).

Ian Murray McKellen, född 25 maj 1939 i Burnley, Lancashire, är en brittisk skådespelare.

## Biografi
McKellen började med skådespeleri under skoltiden. Han gick med i Belgrade Theatre i Coventry 1961 och debuterade på Londonscenen 1964 i A Scent of Flowers. Han medverkade i uppsättningar av bland annat Hamlet och Richard II. Han har belönats med två Laurence Olivier Awards och en Tony Award för sina scenframträdanden. 
McKellen gjorde sin tv- och filmdebut på 1960-talet, och 1981 hade han framgång som Salieri i Amadeus på Broadway. Han fick dock sitt stora genombrott på film först på 90-talet med Bryan Singers Sommardåd, baserad på en berättelse av Stephen King och sin Oscarsnominerade roll som regissören James Whale i Gods and Monsters. Bryan Singer regisserade honom även i X-Men (2000). Efter detta har han spelat i den filmens uppföljare och porträtterat Gandalf i Sagan om ringen och dess uppföljare. För denna fick han sin andra Oscarsnominering. Sedan dess har han bland annat medverkat i Da Vinci-koden. McKellen fick år 2003 en förfrågan om att spela Dumbledore i Harry Potter och fången från Azkaban då Richard Harris som tidigare gestaltat Dumbledore avled i Hodgkins sjukdom alldeles innan premiären av Harry Potter och hemligheternas kammare. McKellen tackade dock nej på grund av att Harris inte uppskattade honom som skådespelare och för att visa Harris en form av respekt.[källa behövs]
1991 blev McKellen adlad av drottning Elizabeth för sitt arbete inom teater.

## Filmografi (i urval)
| År   | Titel                             | Roll                     | Noter |
| ---- | --------------------------------- | ------------------------ | --- |
| 1966 | David Copperfield                 | David Copperfield        | (TV) |
| 1969 | The Promise                       | Leonidik                 | |
| 1969 | De blodiga sköldarna              | Roger                    | |
| 1969 | Thank You All Very Much           | George Matthews          | |
| 1981 | Priest of Love                    | Lawrence                 | |
| 1981 | Pillar of Fire                    | Berättaren               | Dokumentär |
| 1982 | Den röda nejlikan                 | Paul Chauvelin           | |
| 1982 | Walter Plankinton                 | Walter                   | Royal Television Society Award for Best Performance |
| 1983 | Satans borg                       | Dr. Theodore Cuza        | |
| 1985 | Plenty                            | Sir Andrew Charleson     | |
| 1985 | Zina                              | Arthur Kronfeld          | |
| 1989 | Skandalen                         | John Profumo             | |
| 1993 | Ett oväntat besök                 | Geoffrey Miller          | |
| 1993 | Balladen om Little Jo             | Percy Corcoran           | |
| 1993 | Den siste actionhjälten           | Döden                    | (cameoroll) |
| 1993 | And the Band Played On            | Bill Kraus               | CableACE Award for Supporting Actor in a Movie or Miniseries Nominerad—Emmy Award for Outstanding Supporting Actor – Miniseries or a Movie |
| 1994 | To Die For                        | Berättare                | (röstroll) |
| 1994 | The Shadow                        | Dr. Reinhardt Lane       | |
| 1994 | Inget att förlora                 | John Earl McAlpine       | |
| 1995 | Kungen & älskarinnan              | Will Gates               | |
| 1995 | Nya vindar över Cold Comfort Farm | Amos Starkadder          | (TV) |
| 1995 | Richard III                       | Rikard III               | European Film Award for Best Actor Evening Standard British Film Award for Best Film Nominerd—BAFTA Award for Best Actor in a Leading Role Nominerad—BAFTA Award for Best Adapted Screenplay Nominerad—Chlotrudis Award for Best Actor Nominerad—Golden Globe Award for Best Actor - Motion Picture Drama |
| 1995 | Jack & Sarah                      | William                  | |
| 1996 | Rasputin: Dark Servant of Destiny | Nikolaj II               | Golden Globe Award for Best Supporting Actor – Series, Miniseries or Television Film Nominerad—Emmy Award for Outstanding Supporting Actor – Miniseries or a Movie Nominerad—Satellite Award for Best Supporting Actor – Series, Miniseries or Television Film |
| 1997 | Mannen från havet                 | Dr. James Kennedy        | |
| 1997 | Bent                              | Farbror Freddie          | |
| 1998 | Sommardåd                         | Kurt Dussander           | Broadcast Film Critics Association Award for Best Actor(Även för Gods and Monsters) Florida Film Critics Circle Award for Best Actor(Även för Gods and Monsters) Saturn Award for Best Supporting Actor |
| 1998 | Gods and Monsters                 | James Whale              | British Independent Film Award for Best Actor Broadcast Film Critics Association Award for Best Actor(Även för Sommardåd) Chicago Film Critics Association Award for Best Actor Chlotrudis Award for Best Actor Florida Film Critics Circle Award for Best Actor(Även för Sommardåd) Independent Spirit Award for Best Lead Male Kansas City Film Critics Circle Award for Best Actor Los Angeles Film Critics Association Award for Best Actor National Board of Review Award for Best Actor Online Film Critics Society Award for Best Actor San Diego Film Critics Society Award for Best Actor San Sebastián International Film Festival Award for Best Actor Toronto Film Critics Association Award for Best Actor Nominerad—Oscar för bästa manliga huvudroll Nominerad—Golden Globe Award for Best Actor – Motion Picture Drama Nominerad—Screen Actors Guild Award for Outstanding Performance by a Male Actor in a Leading Role Nominerad—Satellite Award for Best Actor – Motion Picture Drama |
| 1999 | David Copperfield                 | Mr. Creakle              | (TV) |
| 2000 | X-Men                             | Erik Lehnsherr / Magneto | Nominerad—Blockbuster Entertainment Award for Favorite Villain |
| 2001 | Sagan om ringen                   | Gandalf                  | Phoenix Film Critics Society Award for Best Cast Saturn Award for Best Supporting Actor Screen Actors Guild Award for Outstanding Performance by a Male Actor in a Supporting Role Nominerad—Oscar för bästa manliga biroll Nominerad—BAFTA Award for Best Actor in a Leading Role Nominated—DVD Exclusive Awards for Best Audio Commentary Nominerad—Empire Award for Best British Actor Nominerad—MTV Movie Award for Best Fight (Med Christopher Lee) Nominerad—Online Film Critics Society Award for Best Supporting Actor Nominerad—Satellite Award for Best Supporting Actor - Motion Picture Nominerad—Screen Actors Guild Award for Outstanding Performance by a Cast in a Motion Picture |
| 2002 | Sagan om de två tornen            | Gandalf                  | Online Film Critics Society Award for Best Cast Phoenix Film Critics Society Award for Best Cast Nominerad—Empire Award for Best British Actor Nominerad—Screen Actors Guild Award for Outstanding Performance by a Cast in a Motion Picture |
| 2003 | Sagan om konungens återkomst      | Gandalf                  | Broadcast Film Critics Association Award for Best Cast National Board of Review Award for Best Cast Screen Actors Guild Award for Outstanding Performance by a Cast in a Motion Picture Nominerad—BAFTA Award for Best Actor in a Supporting Role Nominerad—Empire Award for Best British Actor Nominerad—Phoenix Film Critics Society Award for Best Cast Nominerad—Saturn Award for Best Supporting Actor |
| 2003 | Emile                             | Emile                    | Nominerad—Genie Award for Best Performance by an Actor in a Leading Role |
| 2003 | Simpsons                          | Sig själv                | Episod: The Regina Monologues |
| 2003 | X2: X-Men United                  | Erik Lehnsherr / Magneto | Nominerad—Teen Choice Awards for Choice Movie Villain |
| 2004 | Eighteen                          | Jason Anders             | (röstroll) |
| 2005 | Neverwas                          | Gabriel Finch            | |
| 2005 | Asylum                            | Dr. Peter Cleave         | |
| 2005 | The Magic Roundabout              | Zebedee                  | (röstroll) |
| 2005 | Coronation Street                 | Mel Hutchwright          | (10 episoder) |
| 2006 | Extras                            | Sig själv                | Nominerad—Primetime Emmy Award for Outstanding Guest Actor in a Comedy Series |
| 2006 | Bortspolad                        | The Toad                 | Annie Award for Best Voice Acting in an Animated Feature Production |
| 2006 | X-Men: The Last Stand             | Erik Lehnsherr / Magneto | Nominerad—Irish Film & Television Award for Best International Actor Nominerad—Teen Choice Awards for Movies – Choice Sleazebag (Även för Da Vinci-koden) |
| 2006 | Da Vinci-koden                    | Sir Leigh Teabing        | Nominerad—Teen Choice Awards for Movies – Choice Sleazebag (Även för X-Men: The Last Stand) |
| 2007 | Stardust                          | Berättaren               | (röstroll) |
| 2007 | Guldkompassen                     | Iorek Byrnison           | (röstroll) |
| 2008 | King Lear                         | King Lear                | Nominerad—Emmy Award for Outstanding Lead Actor – Miniseries or a Movie |
| 2009 | The Prisoner                      | Number Two               | Nominerad—Emmy Award for Outstanding Lead Actor – Miniseries or a Movie |
| 2012 | Hobbit: En oväntad resa           | Gandalf                  | |
| 2013 | The Wolverine                     | Erik Lehnsherr / Magneto | (cameo) |
| 2013 | Hobbit: Smaugs ödemark            | Gandalf                  | |
| 2014 | Hobbit: Femhäraslaget             | Gandalf                  | |
| 2014 | X-Men: Days of Future Past        | Erik Lehnsherr / Magneto | |
| 2015 | Mr. Holmes                        | Sherlock Holmes          | |
| 2017 | Skönheten och odjuret             | Cogsworth                | Röstroll (cameoroll) |
| 2019 | Cats                              | Gus the Theatre Cat      | |
| 2026 | Avengers: Doomsday                | Erik Lehnsherr / Magneto | |

## Teater

### Roller
| År   | Roll                                                  | Produktion                                                                                           | Regi                             | Teater                                                                 |
| ---- | ----------------------------------------------------- | --- | -------------------------------- | ---------------------------------------------------------------------- |
| 1961 | William Roper                                         | A Man For All Seasons Robert Bolt                                                                    | David Forder                     | Belgrade Theatre, Coventry, England                                    |
| 1961 | Fred Dyson                                            | When We Are Married John Boynton Priestley                                                           | Brian Bell                       | Belgrade Theatre, Coventry, England                                    |
| 1961 | Philip Clandon                                        | You Never Can Tell George Bernard Shaw                                                               | David Forder                     | Belgrade Theatre, Coventry, England                                    |
| 1961 | Tredwell                                              | Black Coffee Agatha Christie                                                                         | Brian Bell                       | Belgrade Theatre, Coventry, England                                    |
| 1961 | Stan Dyson                                            | Celebration Keith Waterhouse och Willis Hall                                                         | Anthony Richardson               | Belgrade Theatre, Coventry, England                                    |
| 1961 | Simon Mason                                           | End of Conflict Barry England                                                                        | Anthony Richardson               | Belgrade Theatre, Coventry, England                                    |
| 1961 | Mr. Snodgrass                                         | Mr. Pickwick Charles Dickens                                                                         | Brian Bell                       | Belgrade Theatre, Coventry, England                                    |
| 1961 | Ledarvesslan                                          | Toad of Toad Hall A.A. Milne                                                                         | Brian Bell                       | Belgrade Theatre, Coventry, England                                    |
| 1962 | Konstantin                                            | The Seagull Anton Tjechov                                                                            | Anthony Richardson               | Belgrade Theatre, Coventry, England                                    |
| 1962 | Joe Tilney                                            | The Bride Comes Back Ronald Millar                                                                   |                                  | Belgrade Theatre, Coventry, England                                    |
| 1962 | Greve Claudio                                         | Much Ado About Nothing William Shakespeare                                                           | Graham Crowden                   | Belgrade Theatre, Coventry, England                                    |
| 1962 | Medverkande                                           | Happy Returns                                                                                        |                                  | Belgrade Theatre, Coventry, England                                    |
| 1962 | Anthony Marston                                       | Ten Little Niggers Agatha Christie                                                                   | Geoffrey Edwards                 | Belgrade Theatre, Coventry, England                                    |
| 1962 | Andrew Rankin                                         | The Irregular Verb To Love Hugh Williams och Margaret Williams                                       | Geoffrey Edwards                 | Belgrade Theatre, Coventry, England                                    |
| 1962 | Sem                                                   | Noah André Obey                                                                                      | Anthony Richardson               | Belgrade Theatre, Coventry, England                                    |
| 1962 | Tom Midway                                            | Semi-Detached David Turner                                                                           | Anthony Richardson               | Belgrade Theatre, Coventry, England                                    |
| 1962 | Gilbert Folliot, Biskop av London Förste baronen      | Becket Jean Anouilh                                                                                  | Robert Chetwyn                   | Arts Theatre, Ipswich, England                                         |
| 1962 | Elliot Nash                                           | The Gazebo Alec Coppell                                                                              | Robert Chetwyn                   | Arts Theatre, Ipswich, England                                         |
| 1962 | Sam Gerridge                                          | Caste T W Robertson                                                                                  | Robert Chetwyn                   | Arts Theatre, Ipswich, England                                         |
| 1962 | Gavin Cole                                            | The Big Killing Philip Mackie                                                                        | Donald MacKechnie                | Arts Theatre, Ipswich, England                                         |
| 1962 | Larry Hoffman                                         | The Amorous Prawn Anthony Kimmins                                                                    | Alan Gray                        | Arts Theatre, Ipswich, England                                         |
| 1962 |                                                       | The Keep Gwyn Thomas                                                                                 | Robert Chetwyn                   | Arts Theatre, Ipswich, England                                         |
| 1962 | David Copperfield                                     | David Copperfield Charles Dickens                                                                    |                                  | Arts Theatre, Ipswich, England                                         |
| 1962 | Tee Vee                                               | Aladdin and His Wonderful Lamp Henry Marshall                                                        | Robert Chetwyn Donald Mackechnie | Arts Theatre, Ipswich, England                                         |
| 1963 | Medverkande                                           | How Dare We!, revy                                                                                   |                                  | Arts Theatre, Ipswich, England                                         |
| 1963 | Henrik V                                              | Henry V William Shakespeare                                                                          | Robert Chetwyn                   | Arts Theatre, Ipswich, England                                         |
| 1963 | Mr Waldo Cherry Owen No-good Boyo Den förste drunkade | Under Milk Wood Dylan Thomas                                                                         | Robert Chetwyn                   | Arts Theatre, Ipswich, England                                         |
| 1963 | Mortimer Brewster                                     | Arsenic and Old Lace Joseph Kesselring                                                               | Alan Gray                        | Arts Theatre, Ipswich, England                                         |
| 1963 | Martin Luther                                         | Luther John Osborne                                                                                  | Robert Chetwyn                   | Arts Theatre, Ipswich, England                                         |
| 1963 | Robin Green                                           | The Big Contract Barry England                                                                       | Anthony Richardson               | Arts Theatre, Ipswich, England                                         |
| 1963 | Edmund Tyrone                                         | Long Day's Journey Into Night Eugene O'Neill                                                         | Robert Chetwyn                   | Arts Theatre, Ipswich, England                                         |
| 1963 | Röster utanför scenen                                 | To Dorothy a Son Roger McDougall                                                                     |                                  | Arts Theatre, Ipswich, England                                         |
| 1963 | Andrew Acre                                           | I, John Brown John Hall                                                                              | Robert Chetwyn                   | Arts Theatre, Ipswich, England                                         |
| 1963 | Fosdyke Nigel                                         | Salad Days Dorothy Reynolds och Julian Slade                                                         | Alan Gray                        | Arts Theatre, Ipswich, England                                         |
| 1963 | Morgan Evans                                          | The Corn Is Green Emlyn Williams                                                                     | Robert Chetwyn                   | Arts Theatre, Ipswich, England                                         |
| 1963 | Julian Christoforou                                   | The Public Eye Peter Shaffer                                                                         | Robert Chetwyn                   | Arts Theatre, Ipswich, England                                         |
| 1963 | Menige Sparky                                         | Serjeant Musgrave's Dance John Arden                                                                 | Robert Chetwyn                   | Arts Theatre, Ipswich, England                                         |
| 1963 | Arthur Fitton                                         | All In Good Time Bill Naughton                                                                       | Robert Chetwyn                   | Arts Theatre, Ipswich, England                                         |
| 1963 | Tullus Aufidius                                       | Coriolanus William Shakespeare                                                                       | Tyrone Guthrie                   | Nottingham Playhouse, Nottingham, England                              |
| 1964 | John Bogle                                            | The Life In My Hands Peter Ustinov                                                                   | Denis Carey                      | Nottingham Playhouse, Nottingham, England                              |
| 1964 | Winifred Hutchins                                     | The Bashful Genius Harold Callen                                                                     | Frank Dunlop                     | Nottingham Playhouse, Nottingham, England                              |
| 1964 | Kapten Don Alvaro                                     | The Mayor of Zalamea Pedro Calderón de la Barca                                                      | John Neville                     | Nottingham Playhouse, Nottingham, England                              |
| 1964 | Arthur Seaton                                         | Saturday Night and Sunday Morning Alan Sillitoe                                                      | Frank Dunlop                     | Nottingham Playhouse, Nottingham, England                              |
| 1964 | Sir Thomas More                                       | Sir Thomas More Henry Chettle, Thomas Dekker, Thomas Heywood, Anthony Munday och William Shakespeare | Frank Dunlop                     | Nottingham Playhouse, Nottingham, England                              |
| 1964 | Godfrey                                               | A Scent of Flowers James Saunders                                                                    | Shirley Butler                   | Duke of York's Theatre, London, England                                |
| 1965 | Claudio                                               | Much Ado About Nothing William Shakespeare                                                           | Franco Zeffirelli                | National Theatre, London, England                                      |
| 1965 | Protestantisk evangelist                              | Armstrong's Last Goodnight John Arden                                                                |                                  | National Theatre, London, England                                      |
| 1965 | Kapten de Foenix                                      | Trelawney of the "Wells" Arthur Wing Pinero                                                          | Desmond O'Donovan                | National Theatre, London, England                                      |
| 1965 | Alvin Hanker                                          | A Lily In Little India Donald Howarth                                                                | Donald Howarth                   | Hampstead Theatre Club, London, England                                |
| 1965 | Andrew Cobham                                         | Their Very Own and Golden City Arnold Wesker                                                         | John Dexter Bill Gaskill         | Royal Court Theatre, London, England                                   |
| 1966 | Korpral Napoleon                                      | A Man of Destiny George Bernard Shaw                                                                 | Robert Kidd                      | Mermaid Theatre, London, England                                       |
| 1966 | O'Flaherty V.C.                                       | O'Flaherty V.C. George Bernard Shaw                                                                  | Peter Gill                       | Mermaid Theatre, London, England                                       |
| 1966 | Leonidik                                              | The Promise Aleksej Arbuzov                                                                          | Frank Hauser                     | Mermaid Theatre, London, England Henry Miller's Theatre, New York, USA |
| 1968 | Tom                                                   | The White Liars Peter Shaffer                                                                        |                                  | Lyric Theatre, London, England                                         |
| 1968 | Harold Gorringe                                       | Black Comedy Peter Shaffer                                                                           |                                  | Lyric Theatre, London, England                                         |
| 1980 | Antonio Salieri                                       | Amadeus Peter Shaffer                                                                                | Peter Hall                       | Broadhurst Theatre, New York, USA                                      |
| 1984 | Medverkande                                           | Ian McKellen: Acting Shakespeare William Shakespeare                                                 | Ian McKellen                     | Ritz Theatre, New York, USA                                            |
| 1986 | Platonov                                              | Wild Honey Michael Frayn                                                                             | Christopher Morahan              | Broadhurst Theatre, New York, USA                                      |
| 1994 | Medverkande                                           | Ian McKellen: A Knight Out at the Lyceum Ian McKellen                                                | Ian McKellen                     | Lyceum Theatre, New York, USA                                          |
| 2001 | Edgar                                                 | Dance of Death August Strindberg                                                                     | Sean Mathias                     | Broadhurst Theatre, New York, USA                                      |
| 2013 | Estragon                                              | Waiting for Godot Samuel Beckett                                                                     | Sean Mathias                     | Cort Theatre, New York, USA                                            |
| 2013 | Spooner                                               | No Man's Land Harold Pinter                                                                          | Sean Mathias                     | Cort Theatre, New York, USA                                            |
| 2019 | Medverkande                                           | Freestyle Love Supreme Thomas Kail, Lin-Manuel Miranda och Anthony Veneziale                         | Thomas Kail                      | Booth Theatre, New York, USA                                           |